# ウォールズ・アイスクリーム

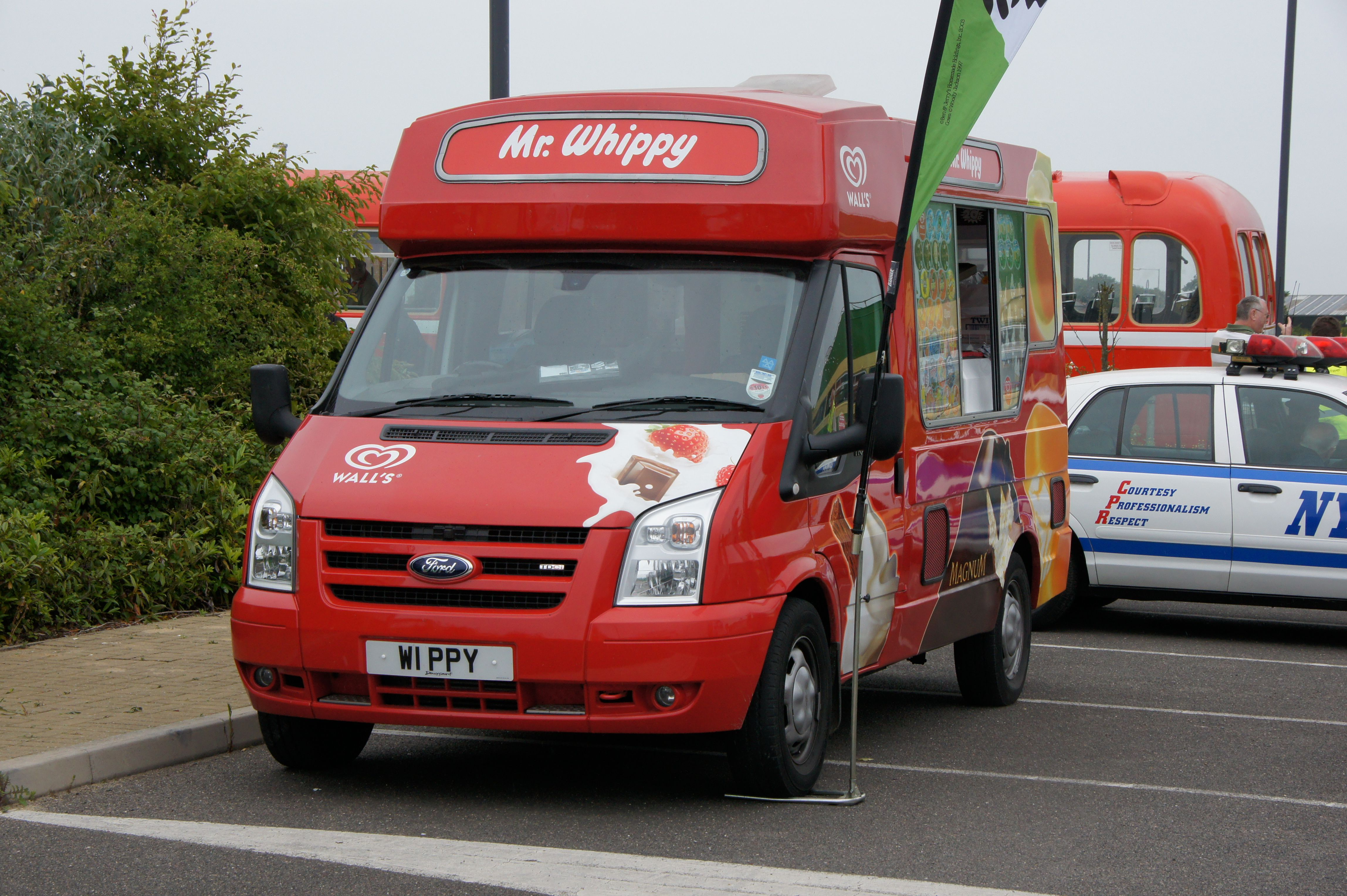
ウォールズの移動販売車

ウォールズ・アイスクリーム(Wall's)は、ユニリーバのアイスクリーム部門である。

## 概要
アジアでは中国（香港を含む）、インド, インドネシア, ヨルダン, レバノン, マレーシア , パキスタン 、カタール、サウジアラビア、シンガポール、タイ, アラブ首長国連邦、ベトナムをメインに販売展開を行っている。
ヨーロッパにおいては現在、イギリスとモルドバのみで展開している。

## 歴史
ウォールズ・アイスクリーム(Wall's (Ice Cream) Ltd)は、ユニリーバの一部門として存在しており、ユニリーバはこのブランドでイギリスでのアイスクリーム事業を行っている。
もともと、このブランドは、イギリスの精肉会社 Thomas Wall and Son Ltdが夏期のミートパイやソーセージの売り上げ減少の埋め合わせのために1913年にアイスクリーム製造を検討したのが始まりである。しかし第1次世界大戦のため参入できず、1920年、MacFisheriesが買収した。そのあと1922年にはリーバ・ブラザーズ（ユニリーバの前身企業の一つ）に買収され、同年にはロンドンのアクトンでアイスクリーム工場の操業を始めた。
アイスクリーム事業が大きくなった結果、ユニリーバは、 T Wall and Son (アイスクリーム部門) LtdとT Wall and Son (Meats) Ltd(食肉部門)の2つに会社を分け、1944年には食肉事業を売り払った。
1959年、イングランドのグロスターに工場を開いた結果、ウォールズ・アイスクリームの生産量は倍になった。
1981年、ユニリーバは T Wall and Son (アイスクリーム部門) Ltd とBirds Eye Foods Ltdを合併してBirds Eye Wall's Ltdを設立した。
製造設備について考慮した結果、 グロスター工場はより大きくなっただけでなく設備も更新された一方、アクトン工場は閉鎖となった("Project Phoenix" 1983)。